# Nias
Nias (indonesiano: Pulau Nias; lingua nias: Tanö Niha) è un'isola dell'Indonesia occidentale localizzata a nord-ovest dell'isola di Sumatra, da cui è separata dallo Stretto delle Mentawai.
Nias si estende su una superficie di 4.771 km² e il punto più elevato dell'isola raggiunge un'altezza di 800 metri sul livello del mare. L'isola Simeulue dista 140 km in direzione nord-ovest, e l'arcipelago delle Isole Batu 80 km a sud-est.
Il 28 marzo del 2005 l'isola indonesiana fu devastata da un terremoto di 8,7 sulla scala Richter, che provocò ingenti danni materiali e la morte di centinaia di persone.